# Utricularia simmonsii
Utricularia simmonsii är en tätörtsväxtart som beskrevs av Lowrie, Cowie och Conran. Utricularia simmonsii ingår i släktet bläddror, och familjen tätörtsväxter. Inga underarter finns listade i Catalogue of Life.